# Dusona viveki
Dusona viveki là một loài tò vò trong họ Ichneumonidae.